# Trachylepis betsileana
Trachylepis betsileana este o specie de șopârle din genul Trachylepis, familia Scincidae, descrisă de Mocquard 1906. Conform Catalogue of Life specia Trachylepis betsileana nu are subspecii cunoscute.